# Tommaso Lorenzone

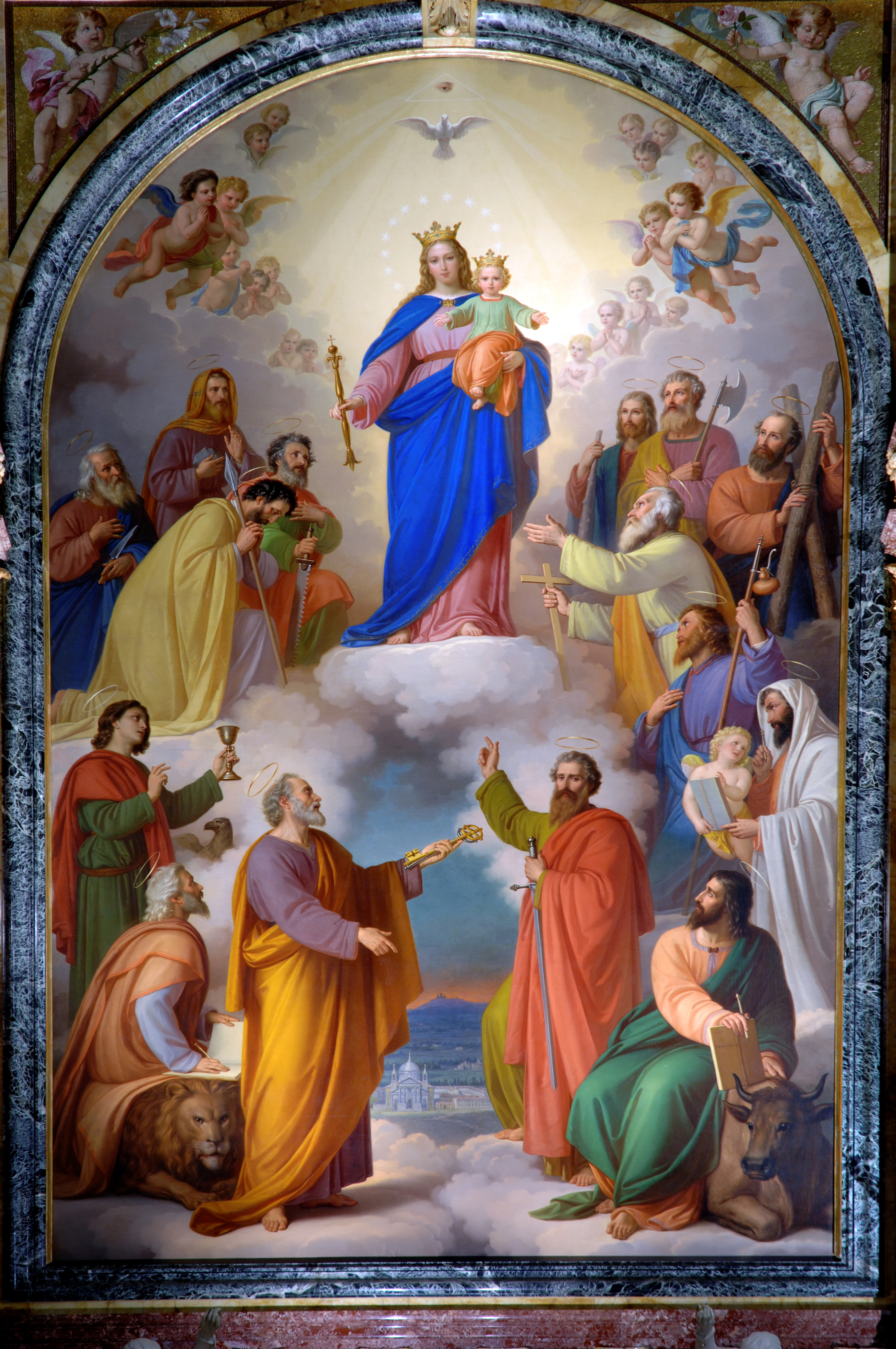
Pala di Maria Ausiliatrice, opera eseguita da Tommaso Lorenzone nel 1865 e conservata nel santuario di Maria Ausiliatrice di Torino.

Tommaso Andrea Lorenzone (Pancalieri, 13 febbraio 1824 – Torino, 6 giugno 1902) è stato un pittore italiano.

## Biografia
Studiò presso l'accademia Albertina di Torino e fu attivo alla corte di Maria Adelaide d'Asburgo-Lorena, regina di Sardegna, dove realizzò alcuni ritratti di membri della famiglia reale.
Fu anche pittore di arte sacra e, in questo ruolo, chiamato da don Bosco a realizzare la decorazione pittorica del santuario di Maria Ausiliatrice, nel rione Valdocco di Torino.